# Picuris Pueblo

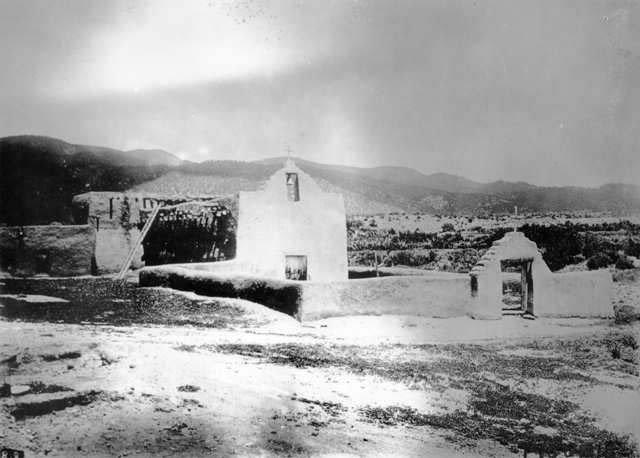
Chiesa di San Lorenzo di Picuris (1915 circa)

Picuris Pueblo è un Census-designated place degli Stati Uniti d'America, nella Contea di Taos nello stato del Nuovo Messico. Secondo i dati dello United States Census Bureau riferito all'anno 2000, ha una popolazione di 86 abitanti su un'area totale di 1,2 km².
Il Pueblo di Picuris è uno degli Otto Pueblo Settentrionali.

## Geografia fisica
Picuris Pueblo è situato a circa 60 km a nord di Santa Fe, sulle pendici occidentali dei Monti Sangre de Cristo, ad oltre 2000 metri di altitudine, nel Nuovo Messico centro-settentrionale. Il Pueblo si trova lungo la strada panoramica detta High Road a Taos che collega Santa Fe con il Pueblo di Taos, a circa 25 km da Taos.
Il sito originario di Picuris si trova sul limite nord dell'attuale Peblo. Scavi effettuati tra il 1961 ed il 1965 hanno portato alla luce una vasta area con resti appartenenti alla varie epoche: pit-house, Kiva, resti di una struttura multipiano detta Castillo ed una costruzione a pianta rotonda (round house) usata per le cerimonie della danza della pioggia.
Picuris Pueblo si trova all'interno di un'area di 70,8 km² che costituisce la riserva indiana dei pueblo Picuris. La riserva, la cui sede si trova a Peñasco, è riconosciuta a livello federale ed ha una popolazione complessiva di 1.801 abitanti al censimento del 2000. I Pueblo di Picuris fanno parte del gruppo dei Tewa e parlano una lingua della famiglia delle lingue Kiowa-Tano detta Lingua Tiwa settentrionale.
Il pueblo è inserito nel Registro nazionale dei luoghi storici degli Stati Uniti nel 1974.

## Storia
Indagini archeologiche condotte negli anni '60 indicano che i primi insediamenti in questo sito risalgono alla seconda metà del XII secolo. Dalla metà del XIII secolo piccole case addossate in adobe rimpiazzano le pithouse originarie. Verso la fine del XIV secolo vennero realizzate delle strutture con più stanze e su più piani indicanti un aumento della popolazione. Questa situazione potrebbe essere derivata dal fatto che nel 1350, la popolazione Tiwa che risiedeva a Pot Creek, un pueblo poco a sud di Taos, abbandonò questo sito per trasferirsi a Picuris.
Le prime notizie storiche di Picuris Pueblo datano al 1591 quando l'esploratore Gaspar Castaño de Sosa visitò il pueblo durante la sua spedizione nella regione. Sette anni più tardi il pueblo fu visitato da Juan de Oñate, che aveva avuto dal re di Spagna Filippo II il compito di colonizzare la parte settentrionale del Rio Grande.
Negli anni immediatamente successivi la chiesa cattolica stabilì delle missioni in questa zona e nel 1620 a Picuris venne costruita una chiesa molto semplice dedicata a San Lorenzo.